# Horní Loděnice
Horní Loděnice (jusqu'en 1950 : Německá Loděnice ; en allemand : Deutsch Lodenitz) est une commune du district et de la région d'Olomouc, en Tchéquie. Sa population s'élevait à 340 habitants en 2023.

## Géographie
Horní Loděnice se trouve à 8 km au nord-est de Šternberk, à 22 km au nord-nord-est d'Olomouc, à 64 km à l'ouest d'Ostrava et à 214 km à l'est-sud-est de Prague.
La commune est limitée par Šternberk à l'ouest et au nord-ouest, par Dětřichov nad Bystřicí au nord, par Moravský Beroun à l'est, par Hraničné Petrovice et le quartier Těšíkov de Šternberk au sud, et par Lipina au sud-ouest.

## Histoire
La première mention écrite de la localité date de 1296.

## Galerie

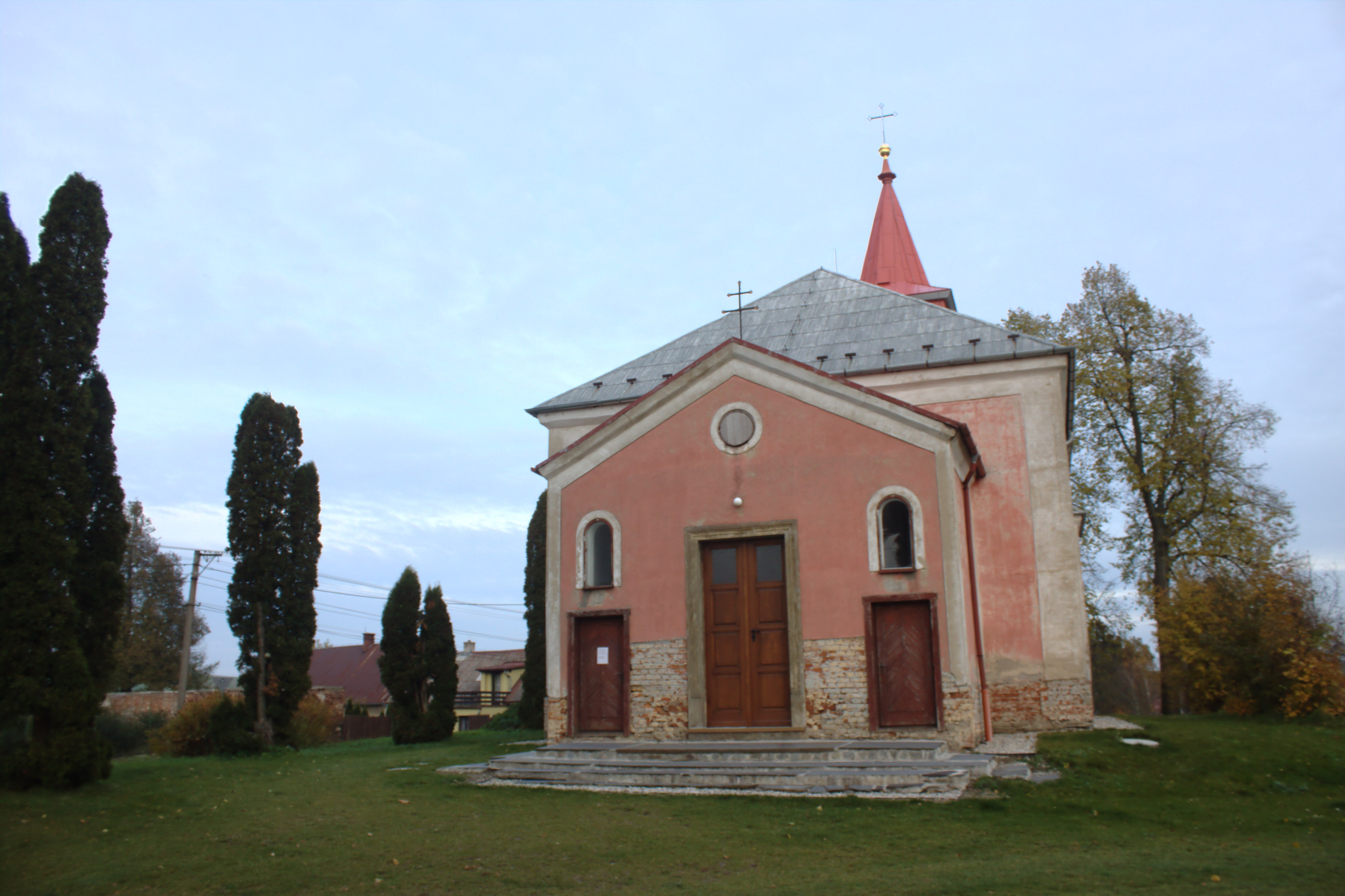
Église Saint-Isidore.
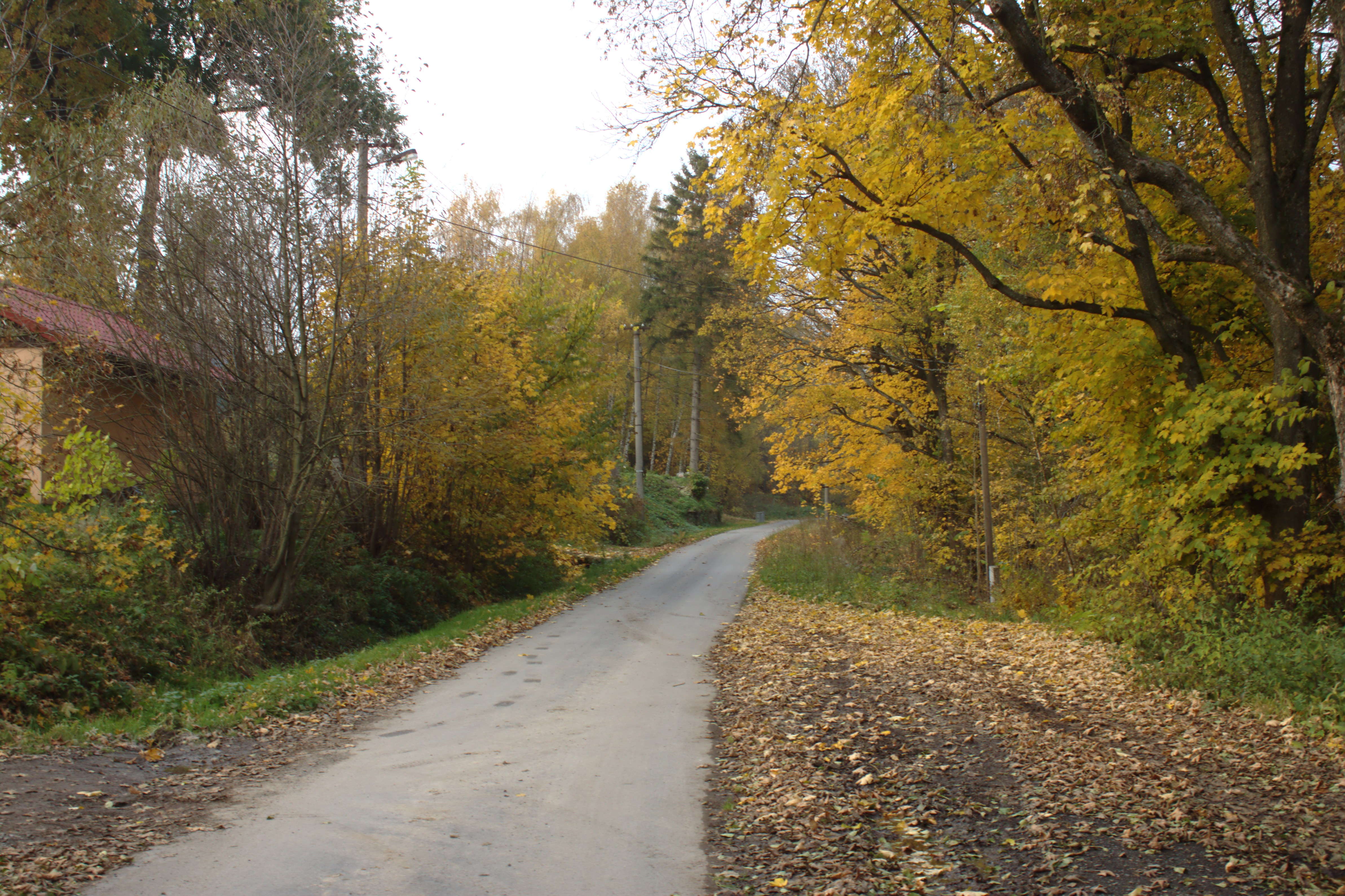
Route traversant la commune.

## Transports
Par la route, Horní Loděnice se trouve à 11 km de Šternberk, à 28 km d'Olomouc et à 254 km de Prague.